# Distrito de Canayre
El distrito de Canayre es uno de los doce que conforman la provincia de Huanta, ubicada en el departamento de Ayacucho en el Sur del Perú.
Limita por el Norte con el distrito de Vizcatán del Ene (Provincia de Satipo, a través del río Mantaro); por el Este con el distrito de Pichari (Provincia de La Convención), a través del río Apurímac); por el Sur con el distrito de Llochegua; por el Suroeste con el distrito de Ayahuanco; y por el Oeste con el distrito de Pucacolpa. Asimismo, se encuentra dentro del área del Vraem.
El distrito tení una población de 3938 hab. según el censo de 2017. Su principal actividad económica es la agricultura, en especial de cacao, café y frutas. Desde el punto de vista jerárquico de la Iglesia católica, forma parte de la Arquidiócesis de Ayacucho.

## Historia
El distrito fue creado mediante la Ley N.º 30087, el 12 de septiembre de 2013, en el gobierno de Ollanta Humala. El territorio perteneció originalmente al distrito de Sivia, luego en el año 2000 pasó a formar parte del distrito de Llochegua, que fue creado mediante la Ley 27346.

## Geografía
El Distrito de Canayre se encuentra localizado en el valle entre los ríos Apurímac y Ene. 

## Autoridades

### Municipales
- 2015-2018[9]
  - Alcalde: Seferino Lazo Calixto, Movimiento Musuq ñam (MÑ).
  - Regidores: Pedro Juan Huamán Cunto (MÑ), Yoder Romaní Pacheco (MÑ), Héctor Cruz Carbajal (MÑ), Roxana Ramos Peña (MÑ), Elías Casanova Bendezú (Qatun tarpuy).